# Gardenia leschenaultii
Gardenia leschenaultii là một loài thực vật có hoa trong họ Thiến thảo. Loài này được D.Dietr. mô tả khoa học đầu tiên năm 1839.